# Trichomyia oahuensis
Trichomyia oahuensis är en tvåvingeart som beskrevs av Quate 1954. Trichomyia oahuensis ingår i släktet Trichomyia och familjen fjärilsmyggor. Inga underarter finns listade i Catalogue of Life.